# 関流砲術
関流砲術（せきりゅうほうじゅつ）は、砲術の流派のひとつ。
開祖は元上杉家家臣・関之信（関八左衛門）で、同家中の丸田盛次（丸田九左衛門）に師事して霞流砲術の奥義を極め、関流を称することを許される。南蛮流とも号す。寛永年間、上総国の久留里藩に仕えたが、久留里藩改易ののちは久留里藩主・土屋家と同族の土屋家が藩主である土浦藩に移り明治維新まで同藩に伝わった。二代軍兵衛家は代々土浦で同藩の鉄砲指南をし、内蔵助家は同藩江戸屋敷において藩内ばかりでなく他藩士にも指南した。入門は士分以上に限られ、門人は諸国の大名、藩士に広く及んだ。
この流の銃は独自の仕様により、近江の国友丹波ならびにこの技術を受け継いだ鉄砲鍛冶に特注した、独特の形状をした秀作である。肉薄の銃身に猿渡りと呼ばれる長い用心金に特徴がある。士分以上の持筒（もちづつ＝自費装備の銃）や大筒等の、口径が大きいものを撃つのを得意とする流儀である。
現在、茨城県土浦市で活動中。現宗家（内蔵助家当主）を中心に11月または3月に土浦市で公開演武が行われ、2月頃行われる日本武道館主催の「古武道演武大会」で披露されることも多い（2005年11月・2006年2月演武・2006年11月5日、土浦にて演武）。また、会員の多くは日本前装銃射撃連盟に所属しており、（社）日本ライフル射撃協会主催の火縄銃競技である、全日本前装銃射撃選手権大会メダリストやマズルローダー（前装銃）国際大会（世界選手権・環太平洋選手権）のメダリストも居る。
現在は相馬中村藩古式砲術(福島県相馬市)の演武で関流砲術の射法を見る事が出来る。